# Anthurium leptocaule
Anthurium leptocaule är en kallaväxtart som beskrevs av Thomas Bernard Croat. Anthurium leptocaule ingår i släktet Anthurium och familjen kallaväxter. Inga underarter finns listade.